# Groptjärnen (Sorsele socken, Lappland)
Groptjärnen är en sjö i Sorsele kommun i Lappland och ingår i Umeälvens huvudavrinningsområde. Groptjärnen ligger i Vindelfjällen Natura 2000-område.